# Свирская губа (Ладожское озеро)
Сви́рская губа́ — залив в юго-восточной части Ладожского озера на территории Ленинградской области.
В южной части залива находится устье реки Свирь.
На южном берегу губы расположен посёлок Свирица. Акватория восточного побережья губы входит в состав Нижне-Свирского заповедника.
Свирская губа — наиболее тёплая часть Ладожского озера.